# Gustaf Lindgren
För andra personer med namnet Gustaf Lindgren, se Gustaf Lindgren (olika betydelser).
Gustaf Axel Herman Lindgren, född 4 november 1863 i Stockholm, död 22 augusti 1930, var en svensk arkitekt, far till arkitekten Gustaf Birch-Lindgren.

## Liv och verk
Lindgren var elev vid Kungliga Tekniska högskolan 1881–85 samt vid Konstakademien 1885–87 och företog en studieresa till Tyskland, Italien och Frankrike 1888-90. Han anställdes 1887 i Överintendentsämbetet, blev 1890 biträdande arkitekt i Fångvårdsstyrelsen, utnämndes 1899 till hovintendent och 1905 till lärare i byggnadskonstens historia vid Tekniska högskolan. I sin ungdom hade Lindgren en stor bildkonstnärlig talang, men blev väl som många andra övertalad om det mer inkomstbringande arkitektyrket.
Utöver nedan förtecknade verk ritade han bland annat även villor i Djursholm, Saltsjöbaden, Sala och Gävle. Han var också litterärt verksam; han skrev förutom tidskriftsartiklar och anmälningar reseskisserna Ett år i Italien (1896), medverkade i det av Erik Wilhelm Dahlgren utgivna verket Stockholm (1897) samt författade avdelningarna om byggnadskonsten i "Uppfinningarnas bok" (1898 års upplaga, del 1) och artiklar i andra upplagan av Nordisk familjebok.

## Verk i urval
I kronologisk ordning:

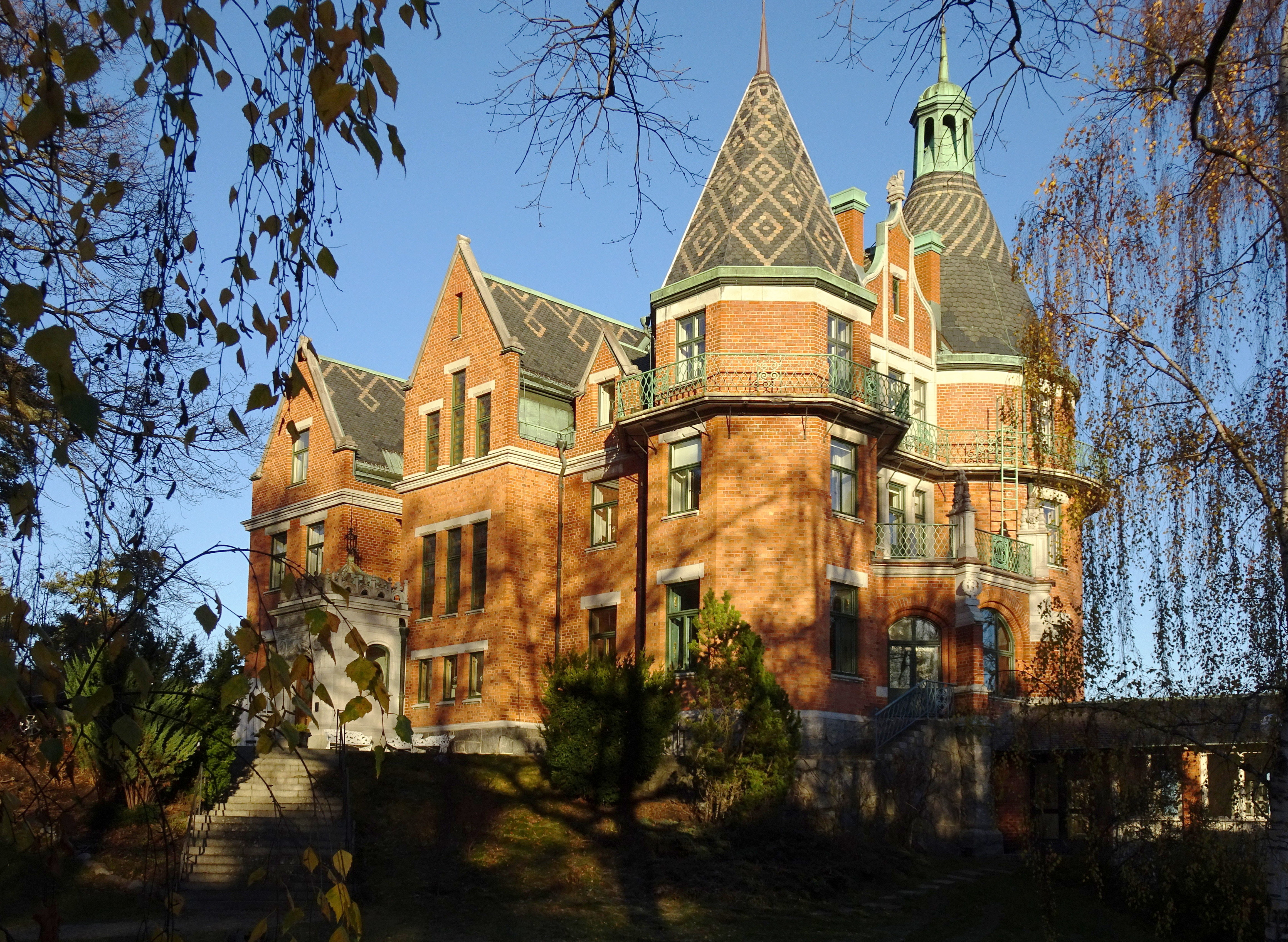
Villa Skärtofta i Saltsjöbaden, 1895-1897

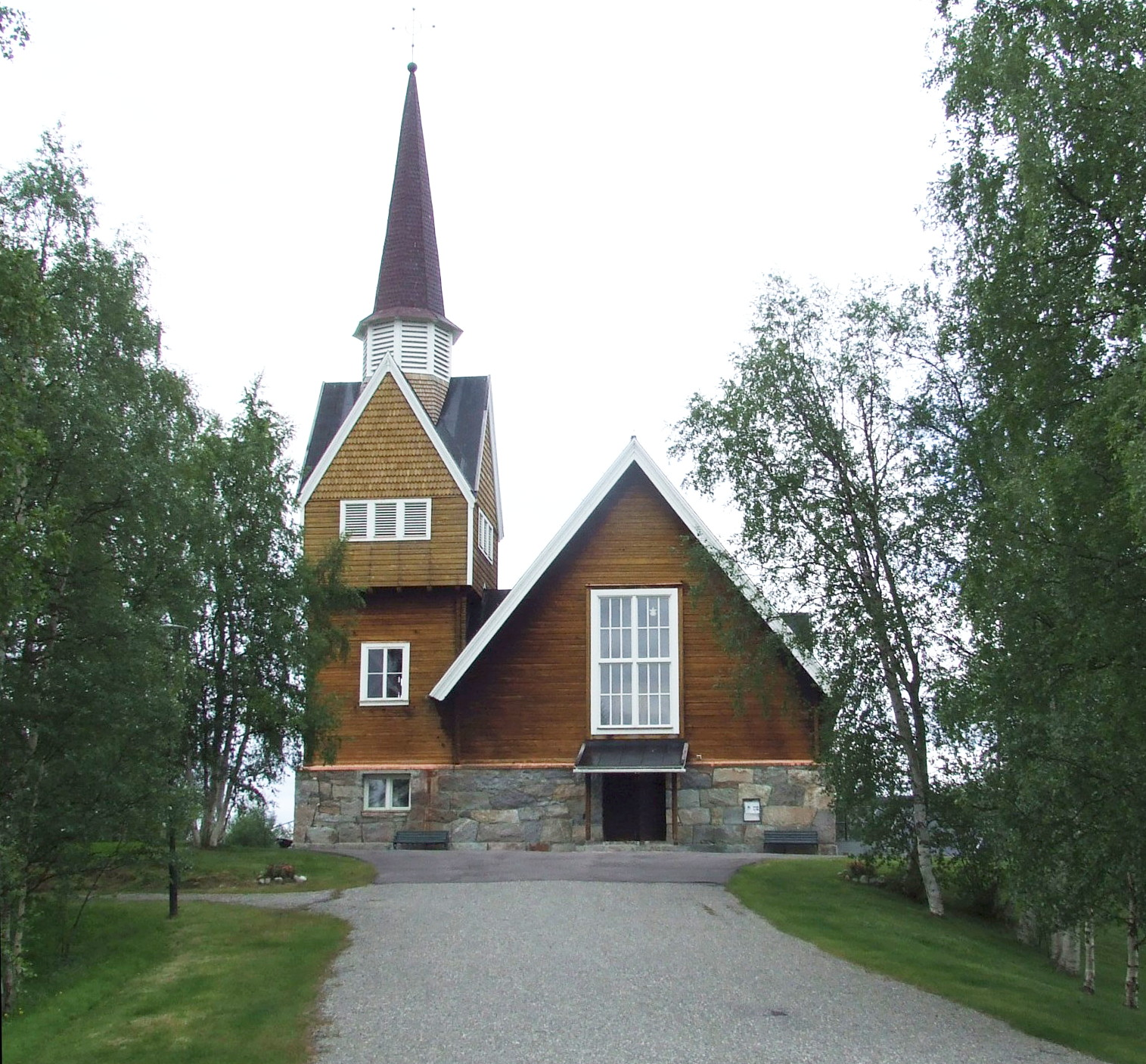
Karesuando kyrka, 1904–1905

- Whitlockska huset, Stockholm (1887)
- Stora Bryggeriet på Kungsholmen i Stockholm (1890)
- Tabernaklet, Stockholm (1890)
- Herrgården Blackeberg i Blackeberg (1893)
- Villa för ingenjör G. Arehn, Djursholm (se Villa Delling). (1893)
- Jönköpings hamnstation (1894)
- Ahlbomska huset i Motala (senare Motala rådhus, 1896)
- Strandvägen 11, Stockholm (1896)
- Davidsonska huset, Stockholm (1896)
- Narvavägen 12, Stockholm (1896)
- Villa Snäckan i Saltsjöbaden, 1896
- Villa Skärtofta i Saltsjöbaden, 1895-1897
- Östermalmsfängelset (1897)
- Tattersall, numer känt som IVA-huset, Grev Turegatan 12-16, Stockholm (1898)
- AB Gerh. Arehns Mekaniska Verkstad (1898-1899)
- Västgöta nations hus i Uppsala (ombyggnad, 1900)
- Stockholms polishus på Kungsholmen (1903-1911)
- Karesuando kyrka (1904–1905)
- Krematoriet på Norra begravningsplatsen, Stockholm (1906-1908)
- Residenset i Karlskrona (1908-1910)
- Prinshuset (1909-1911)
- Härlandafängelset i Göteborg (1913)
- Långholmens centralfängelse (ombyggnad, 1913-1923)
- Direktörsvillan (Långholmen) (1914)
- Malmö fängelse (1914)
- Riddarholmskyrkan (restaurering, 1914-1922)
- Nationalmuseum (ombyggnad enligt Berghs plan, 1914-1923)
- Sjoutnäsets kapell i norra Jämtland (1916)
- Krematoriet i Örebro (1921)
- Frimurarelogen, Karlstad (ombyggnad, 1921-1923)
- Kolumbariet i Gustaf Vasa kyrka, Stockholm (1924)

## Bilder av några verk

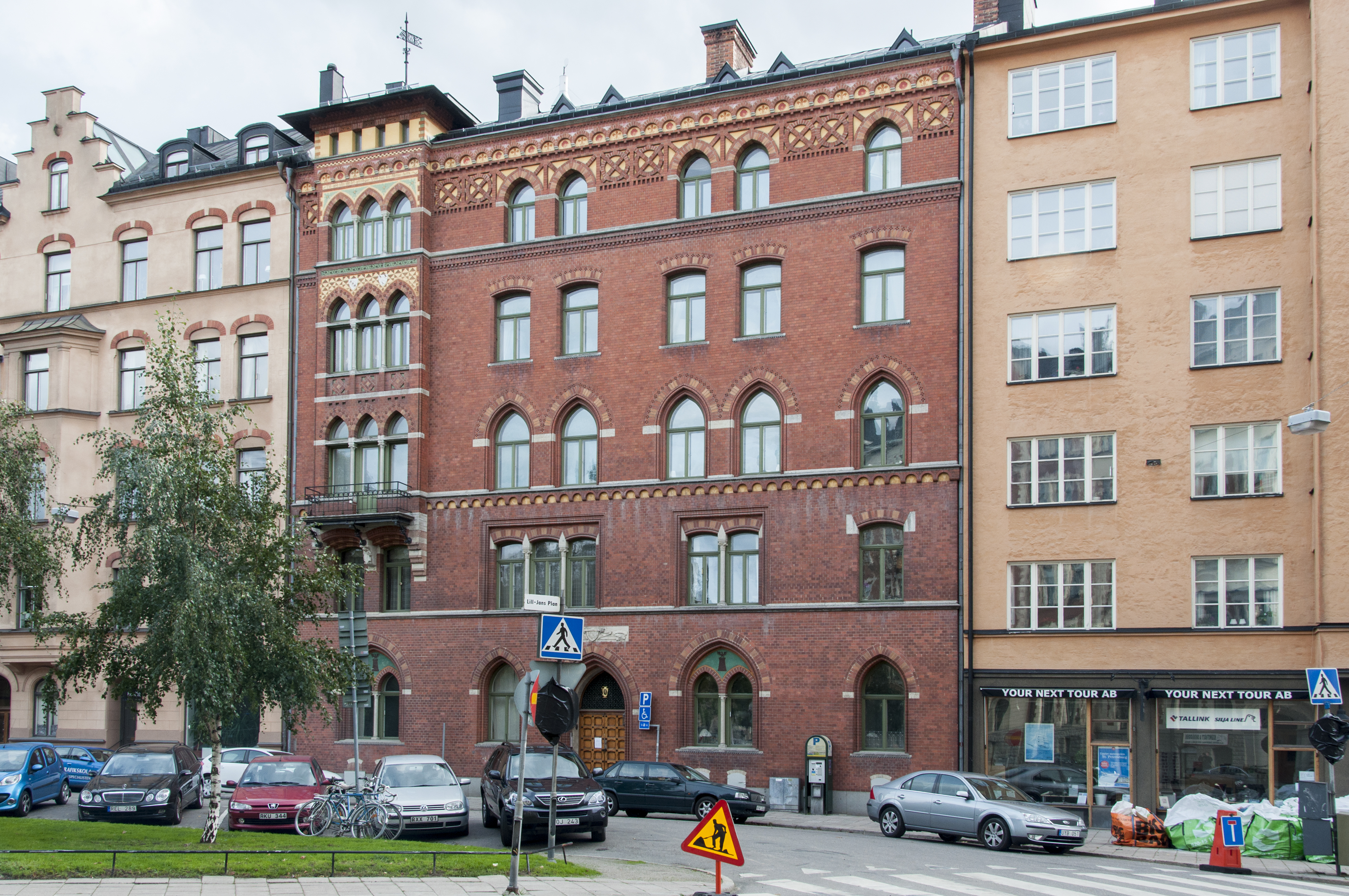
Whitlockska huset, Stockholm, 1887
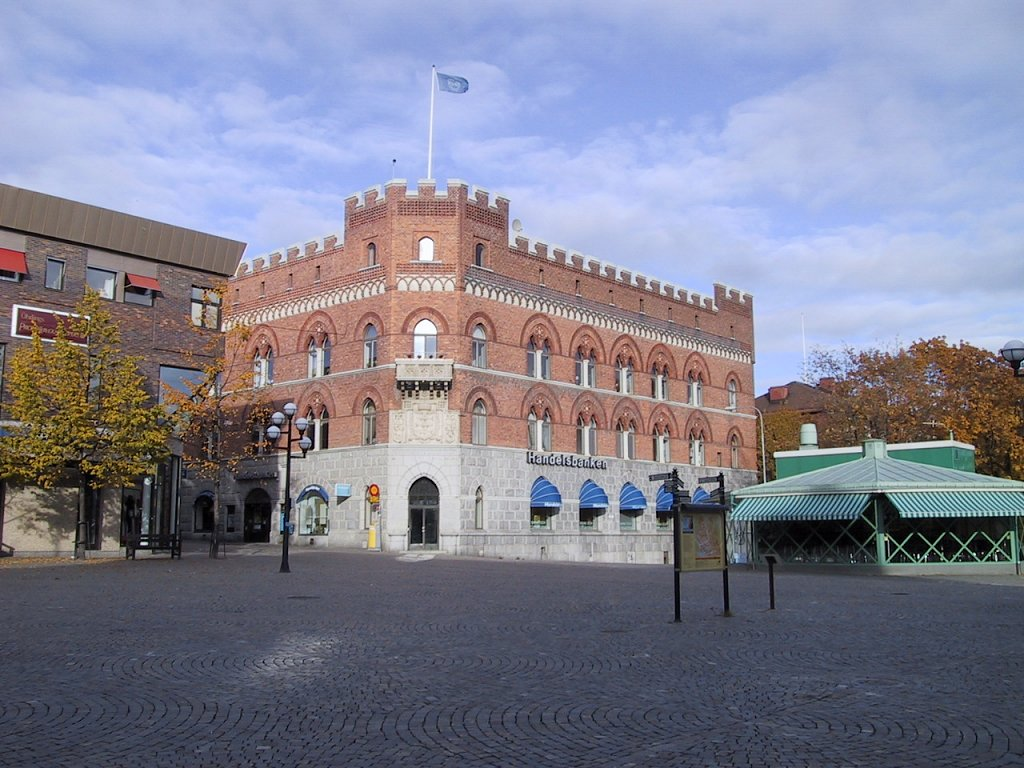
Härnösandsbanken, Örnsköldsvik , 1898-1899
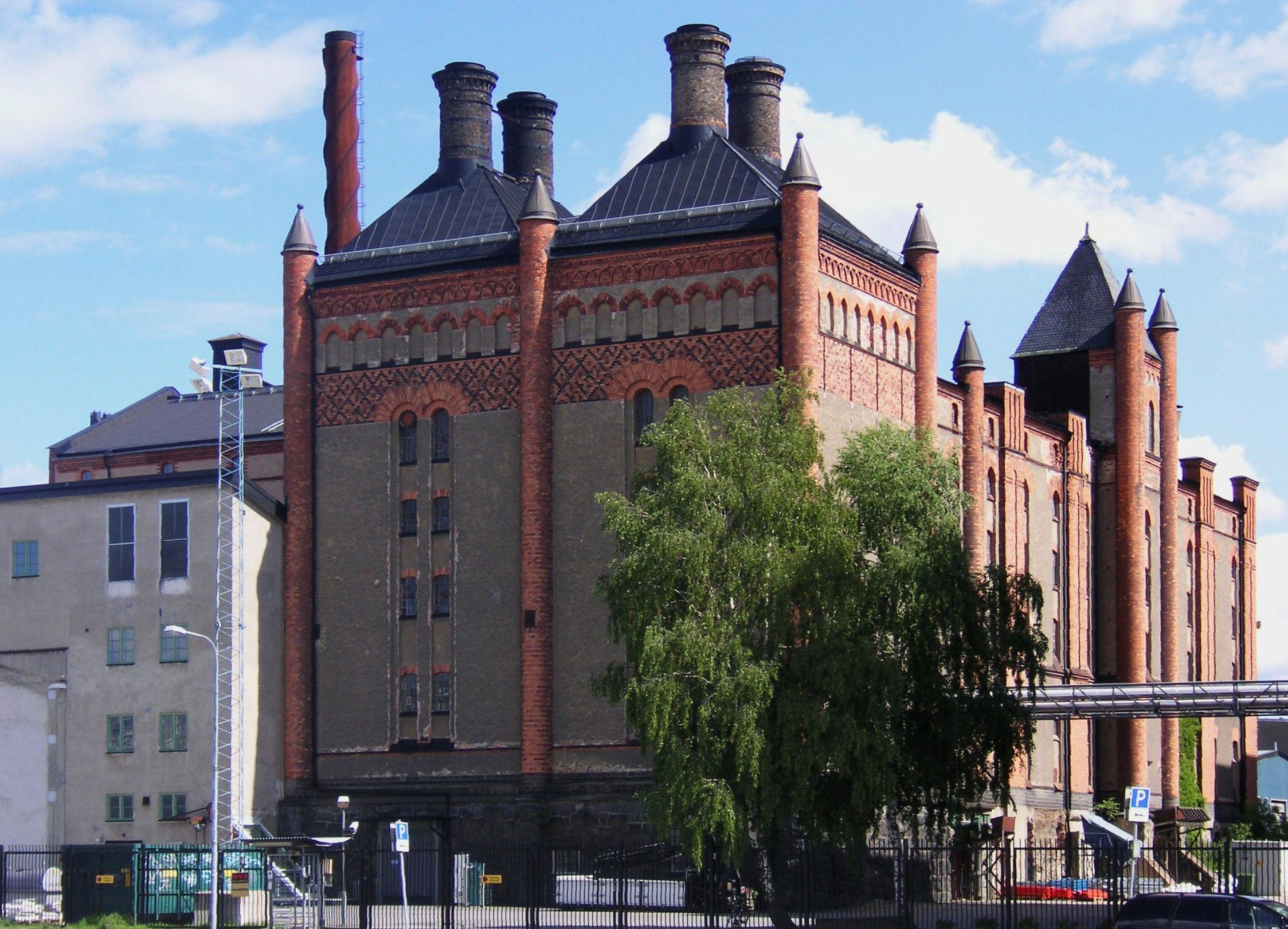
Stora Bryggeriet, Stockholm, 1890
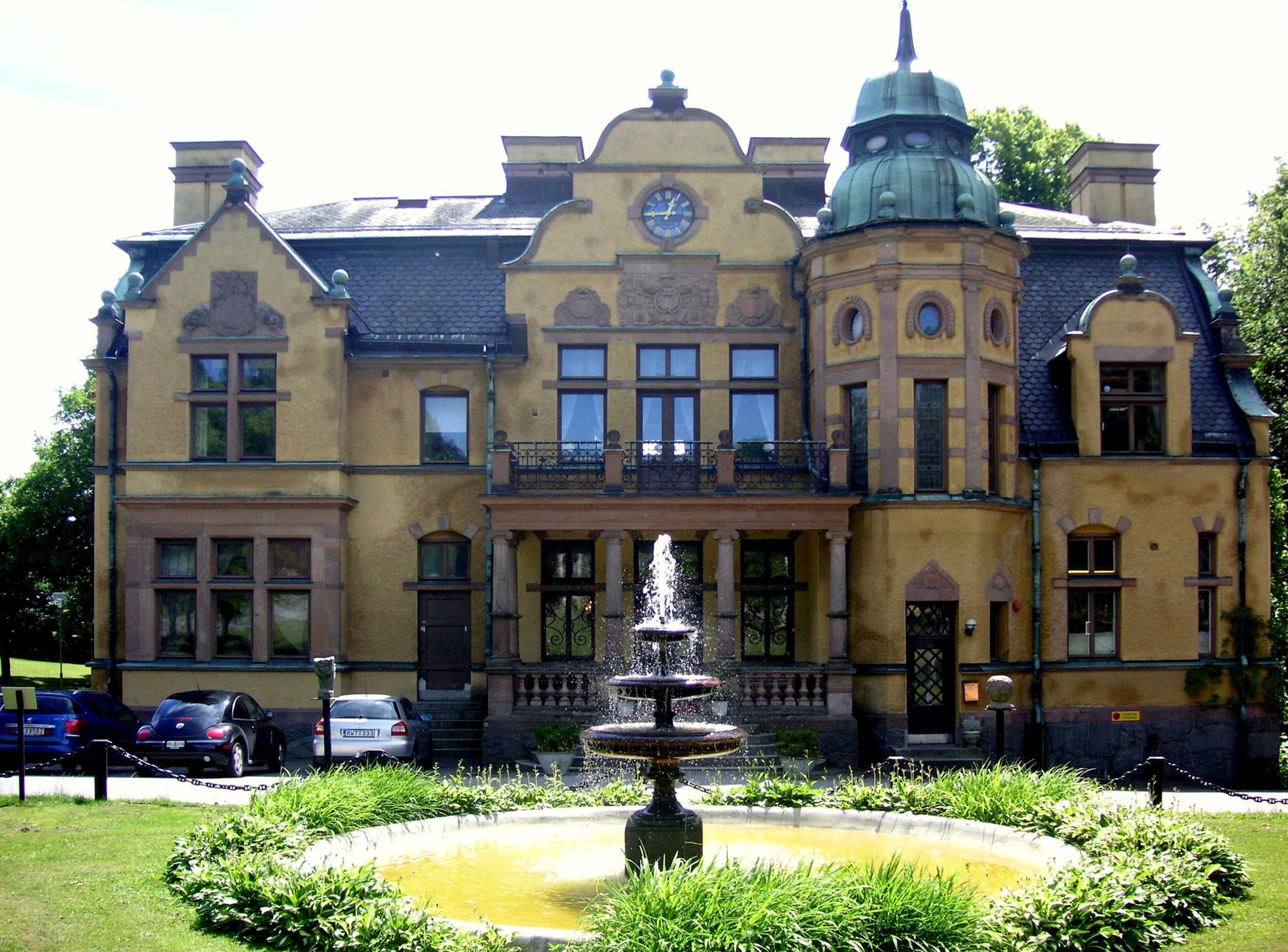
Blackebergs herrgård, 1893
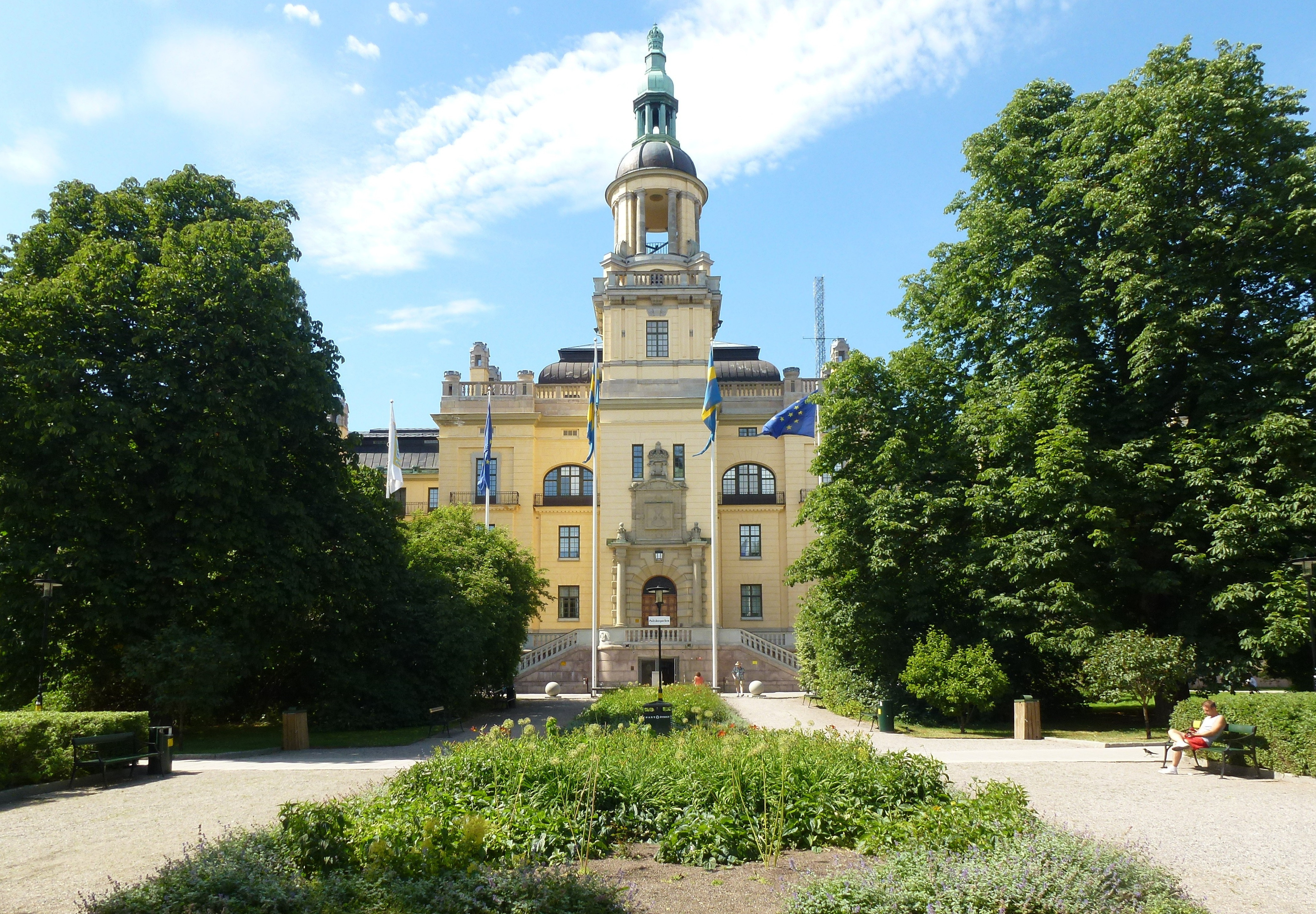
Polishuset i Stockholm, 1903-1911
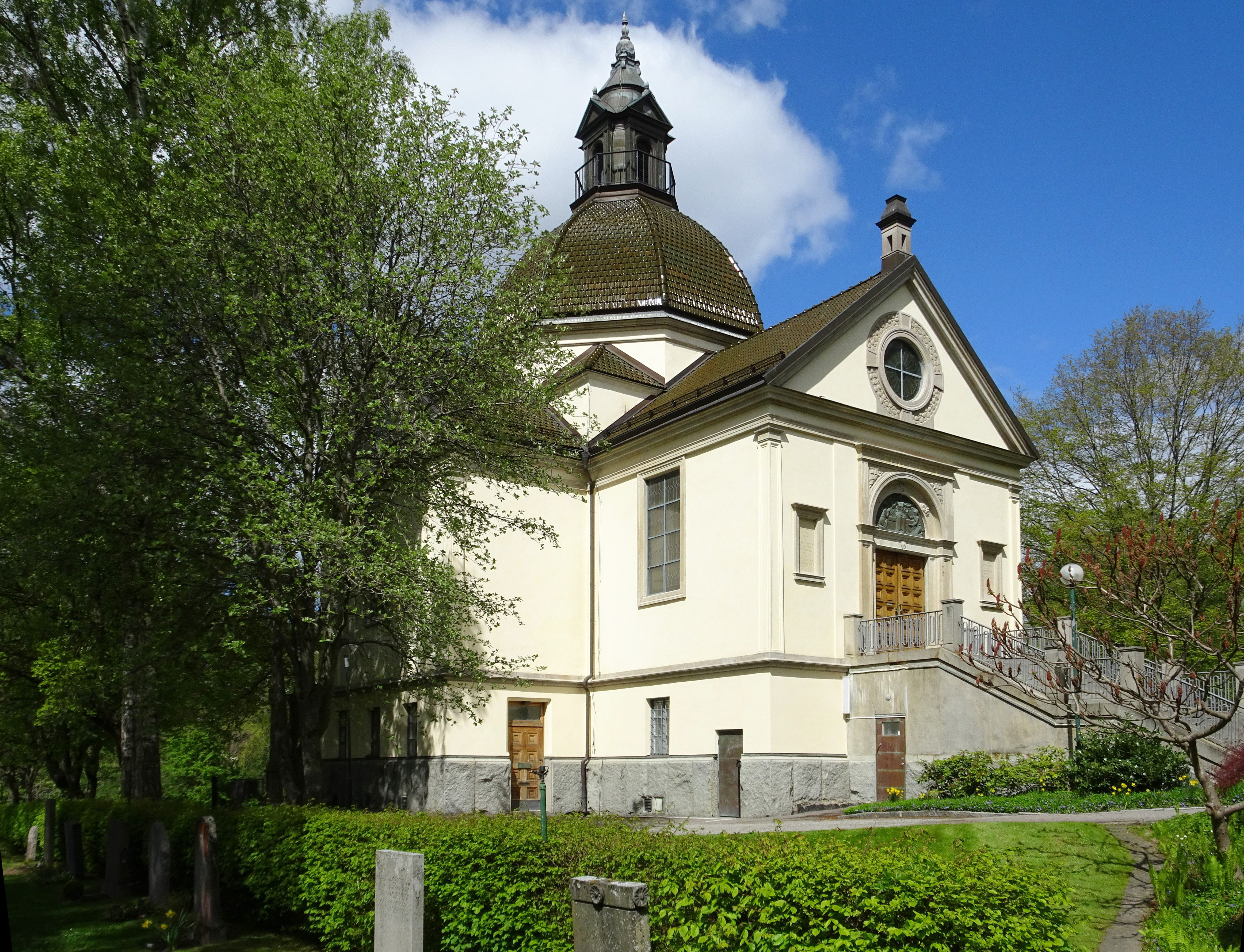
Norra kapellet 1908
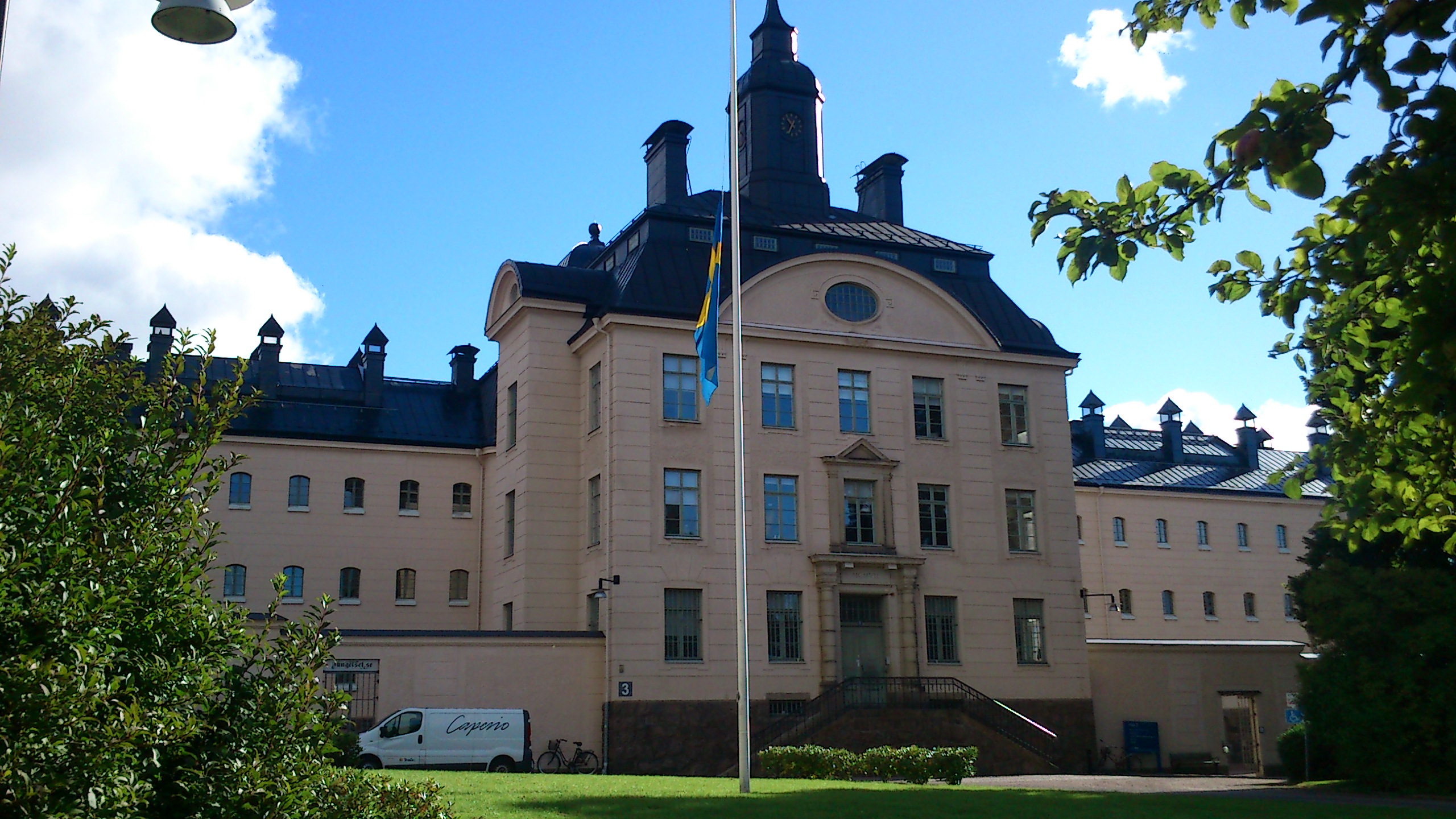
Härlanda fängelse, Göteborg, 1913
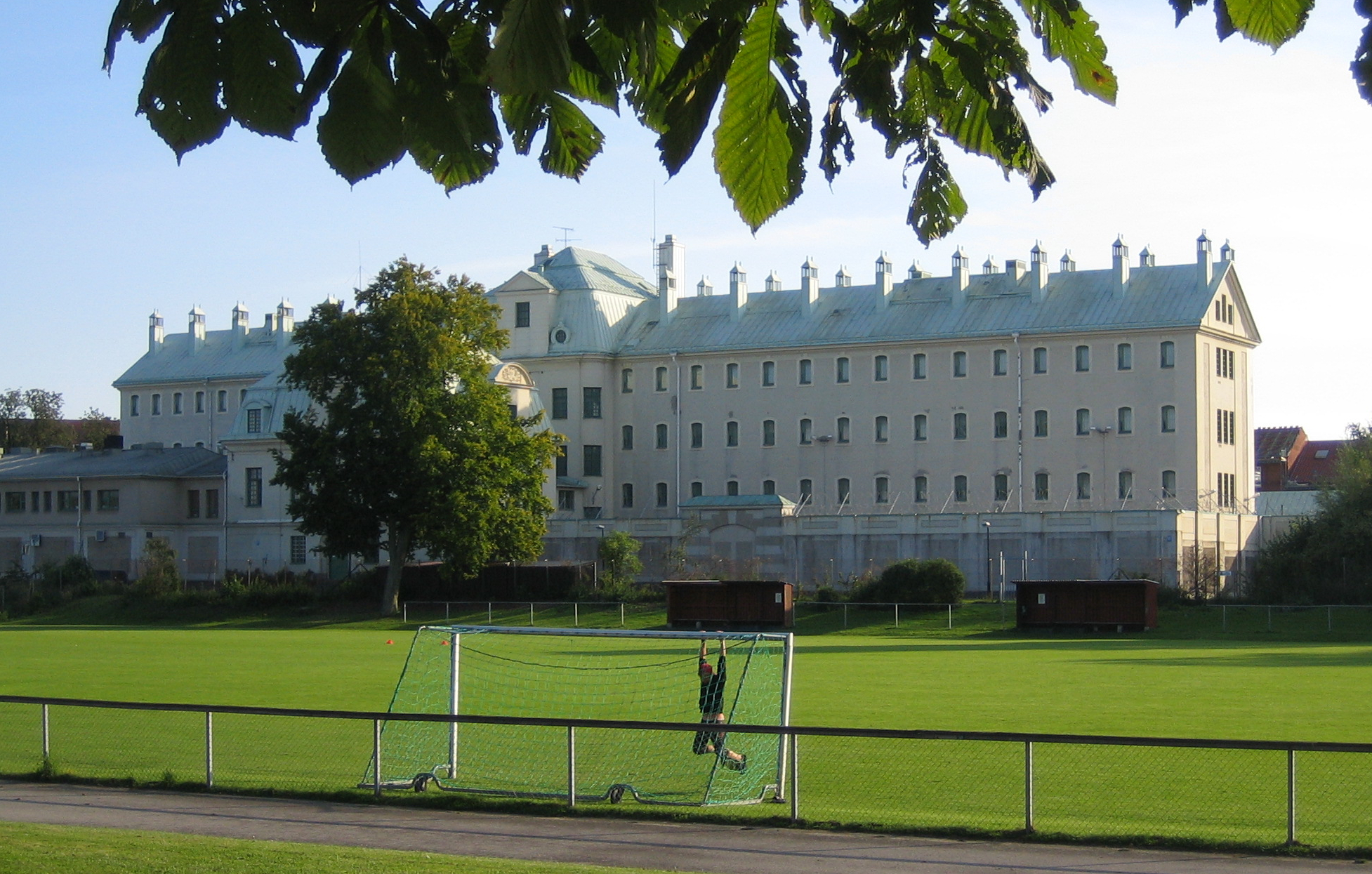
Malmö fängelse 1914

## Utmärkelser
- Kommendör av andra klassen av Vasaorden, 6 juni 1927.[7]
- Riddare av första klassen av Vasaorden, 1907.[8]
- Riddare av Nordstjärneorden, 1922.[9]